# Тектюр
Тектю́р (якут. Төхтүр) — село в Мегино-Кангаласском улусе Республики Саха (Якутия). Административный центр Жанхадинского наслега. Основано в 1930 году.

## География
Село находится на северо-западе улуса, на левом берегу реки Суола при её впадении в реку Лена, на расстоянии 24 км к северу от посёлка городского типа Нижний Бестях, административного центра района.

## Население
| 2002 | 2010  | 2021  |
| ---- | ----- | ----- |
| 1269 | ↘1184 | ↗1209 |

## Улицы
| - ул. Билгэ, - ул. Винокурова, - ул. Героя Попова, - ул. Егора Попова, - ул. Заводская, - ул. Заозёрная, | - пер. Избекова, - ул. Колмаковой, - ул. Кривогорницына, - ул. Кузнецкая, - ул. Лесная, - ул. Молодёжная, | - ул. Нагорная, - ул. Новая, - ул. Озёрная, - ул. Октябрьская, - ул. Спортивная, - ул. Столярная, | - ул. Строительная, - ул. Таёжная, - ул. Тастахская, - ул. Техтюрская, - ул. Тимофеева, - ул. Шергина. |

## Экономика
В селе расположена центральная усадьба коллективного предприятия «Төхтүр», основные производства — мясо-молочное скотоводство, мясное табунное коневодство, земледелие (картофелеводство).

## Инфраструктура
В селе действуют дом культуры, средняя общеобразовательная школа, учреждения здравоохранения и торговли.